# داني فيلدز
داني فيلدز (بالإنجليزية: Danny Fields)‏ هو صحفي الموسيقى وصحفي وكاتب أمريكي، ولد في 1941 في كوينز في الولايات المتحدة.

## وصلات خارجية
- داني فيلدز على موقع IMDb (الإنجليزية)
- داني فيلدز على موقع ميوزك برينز (الإنجليزية)
- داني فيلدز على موقع ديسكوغز (الإنجليزية)
- داني فيلدز على موقع قاعدة بيانات الفيلم (الإنجليزية)